# Galuk
Galuk is een bestuurslaag in het regentschap Blora van de provincie Midden-Java, Indonesië. Galuk telt 2263 inwoners (volkstelling 2010).